# Charltoniada
Charltoniada is een geslacht van vlinders van de familie grasmotten (Crambidae).

## Soorten
- C. acrocapna (Turner, 1911)
- C. apicella Hampson, 1896